# Bahnstrecke Genthin–Milow
| Streckennummer (DB): | 6881                    |                         |                         |
| Kursbuchstrecke: | 183m (1934) 207m (1967) |                         |                         |
| Streckenlänge: | 20,7 km                 |                         |                         |
| Spurweite: | 1435 mm (Normalspur)    |                         |                         |
| |                         |                         |                         |
| \| \| \| von Magdeburg \| \| \| \| 0,0 \| Genthin \| Genthin \| \| \| \| nach Berlin \| \| \| \| \| Elbe-Havel-Kanal \| \| \| \| 2,2 \| nach Schönhausen \| nach Schönhausen \| \| \| \| Anschluss Militärobjekt \| \| \| \| 4,3 \| Brettin \| Brettin \| \| \| 6,3 \| Annenhof \| Annenhof \| \| \| 8,6 \| Zabakuck \| Zabakuck \| \| \| 9,7 \| Kleinwusterwitz \| Kleinwusterwitz \| \| \| 12,3 \| Schlagenthin \| Schlagenthin \| \| \| 14,5 \| Kuxwinkel \| Kuxwinkel \| \| \| 17,0 \| Neu Dessau \| Neu Dessau \| \| \| 19,4 \| Milow Süd \| Milow Süd \| \| \| 20,7 \| Milow \| Milow \| |                         |                         |                         |
| Strecke |                         | von Magdeburg           | von Magdeburg           |
| Bahnhof | 0,0                     | Genthin                 | Genthin                 |
| Abzweig geradeaus und nach rechts |                         | nach Berlin             | nach Berlin             |
| Brücke über Wasserlauf |                         | Elbe-Havel-Kanal        | Elbe-Havel-Kanal        |
| Abzweig ehemals geradeaus und nach links | 2,2                     | nach Schönhausen        | nach Schönhausen        |
| Abzweig geradeaus und nach links (Strecke außer Betrieb) |                         | Anschluss Militärobjekt | Anschluss Militärobjekt |
| Bahnhof (Strecke außer Betrieb) | 4,3                     | Brettin                 | Brettin                 |
| Bahnhof (Strecke außer Betrieb) | 6,3                     | Annenhof                | Annenhof                |
| Bahnhof (Strecke außer Betrieb) | 8,6                     | Zabakuck                | Zabakuck                |
| Bahnhof (Strecke außer Betrieb) | 9,7                     | Kleinwusterwitz         | Kleinwusterwitz         |
| Bahnhof (Strecke außer Betrieb) | 12,3                    | Schlagenthin            | Schlagenthin            |
| Bahnhof (Strecke außer Betrieb) | 14,5                    | Kuxwinkel               | Kuxwinkel               |
| Bahnhof (Strecke außer Betrieb) | 17,0                    | Neu Dessau              | Neu Dessau              |
| Bahnhof (Strecke außer Betrieb) | 19,4                    | Milow Süd               | Milow Süd               |
| Kopfbahnhof Streckenende (Strecke außer Betrieb) | 20,7                    | Milow                   | Milow                   |

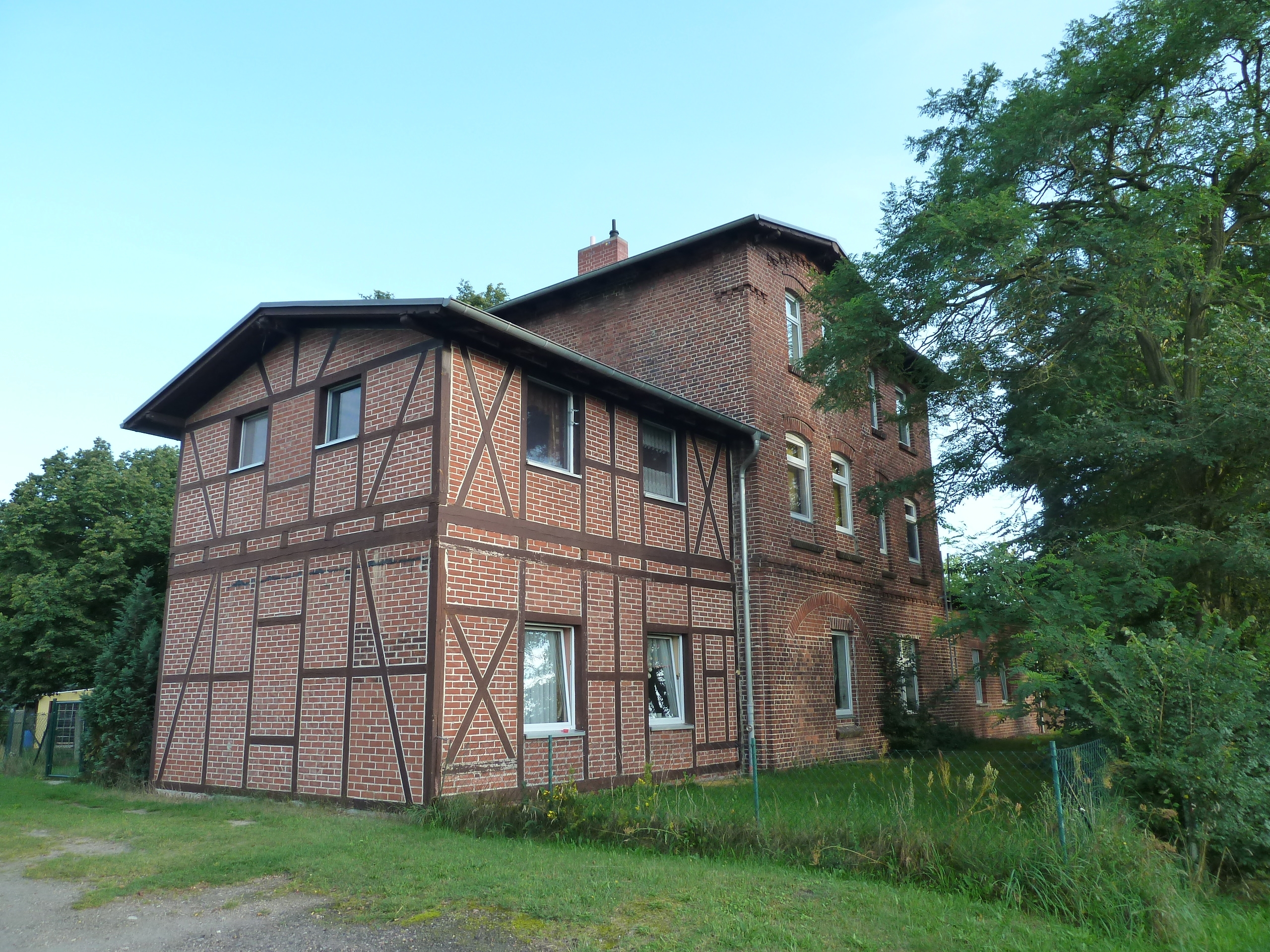
Gebäude des früheren Endbahnhofs in Milow

Die Bahnstrecke Genthin–Milow (Stremmebahn) war eine Bahnstrecke von Genthin in Sachsen-Anhalt nach Milow in Brandenburg.
Die Strecke wurde auf Betreiben von Henning von Armin gebaut. Am 27. November 1899 wurde sie von der Kleinbahn-AG in Genthin eröffnet.
Am 1. Januar 1947 ging die Genthiner Eisenbahn auf die Sächsischen Provinzbahnen GmbH über und von dieser über die Vereinigung Volkseigener Betriebe (VVB) 1949 auf die Deutsche Reichsbahn. 
Am 23. September 1967 kam es zur Einstellung des Personenverkehrs zwischen Genthin und Milow. Die Strecke verschwand bis auf ein vier Kilometer langes Gleis, als am 25. September 1971 auch der Güterverkehr beendet wurde. Dieses Gleis wurde noch bis etwa 2010 als Anschlussgleis weiter betrieben.